# El tall de la navalla
El tall de la navalla (títol original: The Razor's Edge) és una pel·lícula estatunidenca dirigida per John Byrum, estrenada l'any 1984, adaptació de la novel·la homònima de Somerset Maugham.
La pel·lícula és un remake de la pel·lícula de 1946, The Razor's Edge.
Ha estat doblada al català.

## Argument
Larry Darrel és un home obsessionat a trobar un significat a la vida després d'haver viscut els horrors de la Primera Guerra Mundial. Torna a casa seva i torna a veure la seva bonica promesa, recuperant el seu treball com a agent de borsa en una distingida casa de corredoria. Tanmateix, queda un buit espiritual i filosòfic en la vida de Larry, que no es pot omplir amb diners i seguretat. Deixant enrere la prosperitat de la postguerra a Amèrica, els seus amics i la seva família, Larry viatja primer a París, i des d'allà a un monestir a les muntanyes del Tibet, on busca la il·luminació d'un tipus de vida més elevat.

## Repartiment
- Bill Murray: Larry Darrell
- Theresa Russell: Sophie MacDonald
- Catherine Hicks: Isabel Bradley
- Denholm Elliott: Elliott Templeton
- James Keach: Gray Maturin
- Peter Vaughan: Mackenzie
- Brian Doyle-Murray: Piedmont
- Stephen Davies: Malcolm
- Saeed Jaffrey: Raaz